# Jean-Pierre Girod de Chevry
Jean-Pierre Girod de Chevry est un homme politique français né le 29 janvier 1736 à Chevry (Ain) et décédé le 30 août 1794 au même lieu.
Propriétaire, il est député du tiers état aux états généraux de 1789 pour le bailliage de Gex. Il vote avec la majorité.

## Sources
- « Jean-Pierre Girod de Chevry », dans Adolphe Robert et Gaston Cougny, Dictionnaire des parlementaires français, Edgar Bourloton, 1889-1891 [détail de l’édition]